# Shari Lewis

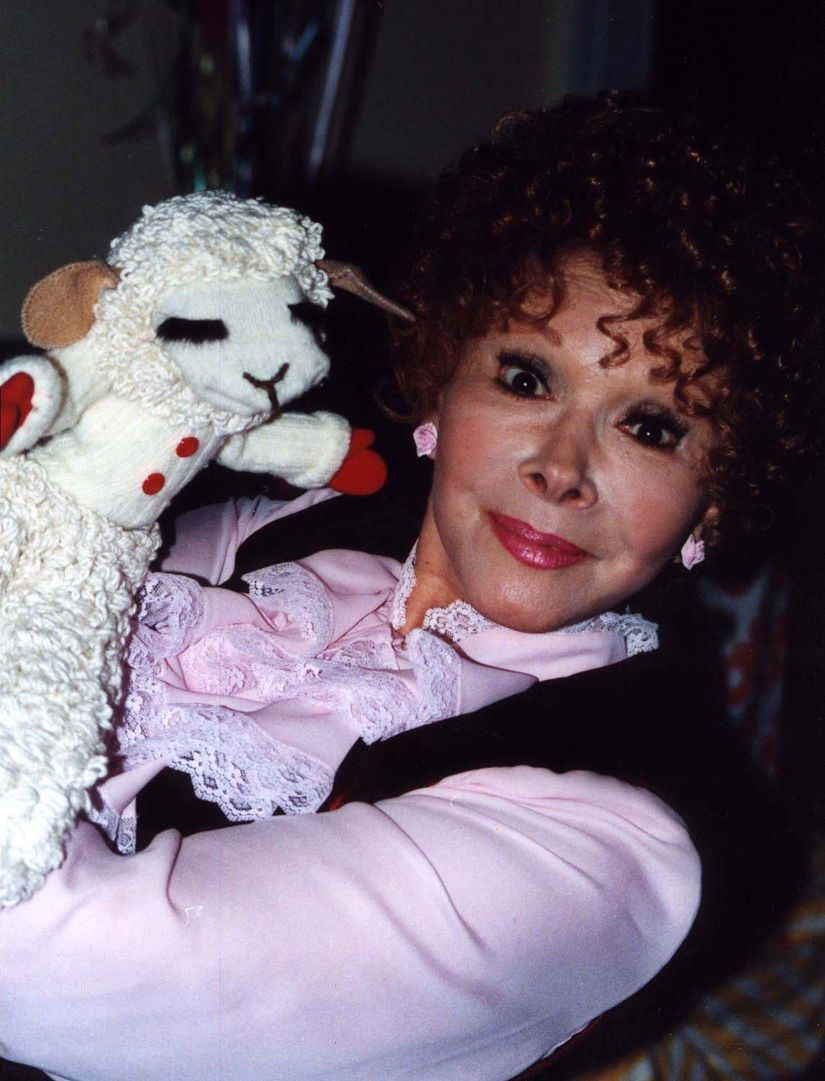
Shari Lewis (1993)

Shari Lewis (* 17. Januar 1933 in New York City; † 2. August 1998 in Los Angeles) war eine US-amerikanische Puppenspielerin und Bauchrednerin. Während ihrer mehr als 40-jährigen Tätigkeit beim Fernsehen wurde Lewis mit mehreren Emmys ausgezeichnet.

## Leben

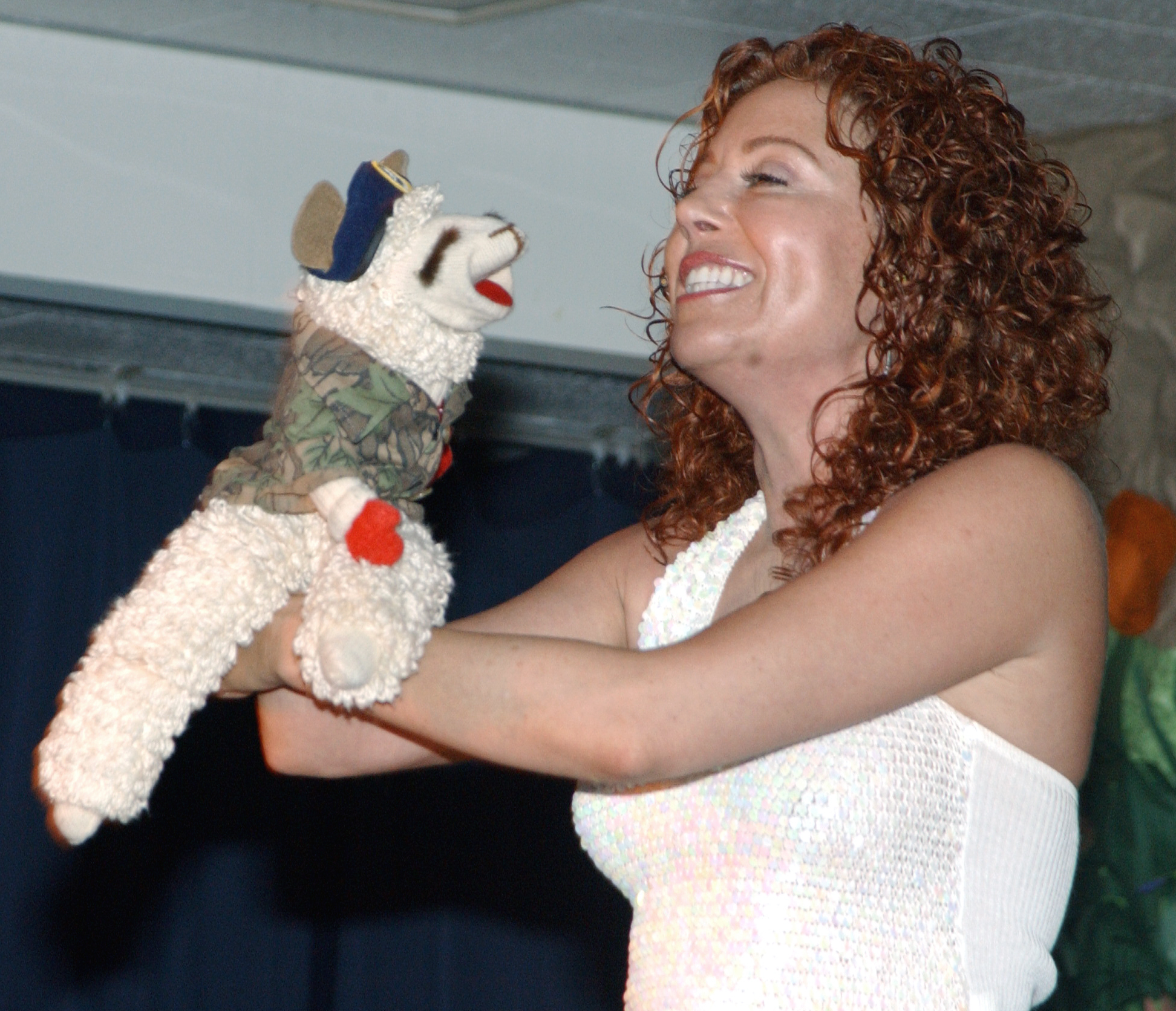
Shari Lewis' Tochter Mallory mit Lamb Chop.

Lewis wurde 1933 in New York als Tochter des jüdischen Ehepaares Abraham und Ann Hurwitz geboren. Abraham Hurwitz war ein in New York sehr bekannter Zauberer.
Am Anfang ihrer Karriere trat Lewis mit verschiedenen Handpuppen in Nachtclubs auf. 1952 gewann sie die Talentshow Arthur Godfrey’s Talent Scouts. In der Folge moderierte Lewis verschiedene Kindersendungen im Lokalfernsehen. 1956 trat Lewis mit Lamb Chop, einer Sockenpuppe, die ein weibliches Lamm darstellte, in der Kindersendung Captain Kangaroo auf. Vier Jahre später bekam Lewis ihre eigene Kindersendung auf NBC. Die Shari Lewis Show wurde vom 1. Oktober 1960 bis 1963 im Vormittagsprogramm ausgestrahlt. 
Seit 1976 ist Lewis mit einem Stern auf dem Hollywood Walk of Fame verewigt (6743 Hollywood Blvd).
Lewis war zweimal verheiratet und hatte mit ihrem zweiten Mann eine gemeinsame Tochter, Mallory Lewis. 1998 starb Lewis an den Folgen einer Krebserkrankung. Seit dem Tod ihrer Mutter tritt Mallory Lewis mit Lamb Chop auf.

## Filmografie (Auswahl)
- 1956: Shariland
- 1956–1957: Captain Kangaroo (3 Folgen)
- 1960–1963: The Shari Lewis Show
- 1962: Wagen 54, bitte melden
- 1968: Solo für O.N.C.E.L.
- 1968–1970: The Banana Splits Adventure Hour
- 1975–1976: The Shari Show
- 1992–1997: Lamb Chop's Play-Along
- 1994: Lamb Chop and the Haunted Studio
- 1995: Lamb Chop's Special Chanukah
- 1995: Die Nanny
- 1997: Cybill
- 1998: The Charlie Horse Music Pizza
- 1998: Leslie Nielsen ist sehr verdächtig

## Nominierungen und Auszeichnungen (Auswahl)
- 1960: Peabody Award für The Shari Lewis Show[2]
- 1963: Nominierung für den Grammy Award
- 1973: Emmy Award in der Kategorie „Outstanding Achievement in Children's Programming – Informational/Factual“ für A Picture of Us
- 1992: Daytime Emmy Award in der Kategorie „Outstanding Performer in a Children's Series“ für Lamb Chop’s Play-Along
- 1993: Daytime Emmy Award in der Kategorie „Outstanding Performer in a Children's Series“ für Lamb Chop’s Play-Along
- 1994: Daytime Emmy Award in der Kategorie „Outstanding Performer in a Children's Series“ für Lamb Chop’s Play-Along
- 1995: Daytime Emmy Award in der Kategorie „Outstanding Performer in a Children's Series“ für Lamb Chop’s Play-Along
- 1996: Daytime Emmy Award in der Kategorie „Outstanding Performer in a Children's Series“ für Lamb Chop’s Play-Along
- 2000: Daytime Emmy Award in der Kategorie „Outstanding Performer in a Children's Series“ für The Charlie Horse Music Pizza (Auszeichnung postum)

## Videoalben (Auswahl)
- 1992: Betcha’s, Tricks and Silly Stunts (US: Gold)[3]
- 1992: Action Songs (US: Platin)
- 1992: Action Stories (US: Platin)
- 1992: Jokes Riddles Knock-Knocks & Funny Poems (US: Platin)
- 1993: Lamb Chop’s Play-Along: On Our Way To School (US: Gold)
- 1993: Lamb Chop’s Play-Along: Let’s Make Music (US: Gold)